# 24 cm Kanone 3
24 cm Kanone 3とは第二次世界大戦中に用いられたドイツの重攻城砲である。
使用部隊は第84砲兵連隊の第1大隊である。ポーランド侵攻の際に4門が投入された。これらは第84砲兵連隊の2個部隊に割り当てられていた。フランス侵攻中もこの大隊は4門を装備したのみとされていた。バルバロッサ作戦では全3個部隊が参加し、部隊ごとに2門の砲を装備した。こうした編成の状況は続く二年間変わることがなかった。

## 設計と歴史
24cm K 3の設計は革新的なものではないが、砲架については同様ではなかった。ラインメタル社では組み立てを容易にするため多くの力点を配置した。
この砲がクレーンを必要としない理由は、砲架上に搭載された電動のウィンチを使用し、様々な部品を傾斜ランプやガイドレール、斜路等の機構を介して牽引したためである。またこの砲はラインメタル製の二重緩衝機構を使用した。このシステムが最初に用いられたのは21 cm Mrs 18である。
通常、砲身は遥架で反動を吸収したが、追加として、砲架上部全体が砲身及び遥架を運動させ、砲架の主要部を横断して反動を吸収した。この機構は反動の力を弱め、非常に強固な砲座として働いた。
24cm K 3は巨大な兵器であり、6部分に分解して輸送された。これらは砲座、砲架、遥架、砲身、砲尾、発電機から構成される。
ドイツ国防軍ではこの砲の性能に関して満足していなかった。「"It was felt to be wasteful of time and manpower, the transport arrangements were cumbersome and the performance was not considered to be commensurate with the size of weapon."（この砲は時間と労力の無駄が過ぎるように思われ、輸送の設備はかさばり、また性能はこの兵器の寸法に相応しているとみなせない。）」こうしたことからクルップ社とラインメタル社による射程延伸の試験に至った。こうしたものには「予め溝を入れた」投射体が含まれたが大きな改善は示されず、減口径砲身、分離サボ、滑腔砲身バージョンさえも試されたが、これらはいずれも試作段階を出ることはなかった。